# Cryptoblepharus leschenault
Cryptoblepharus leschenault là một loài thằn lằn trong họ Scincidae. Loài này được Cocteau mô tả khoa học đầu tiên năm 1832.

## Hình ảnh

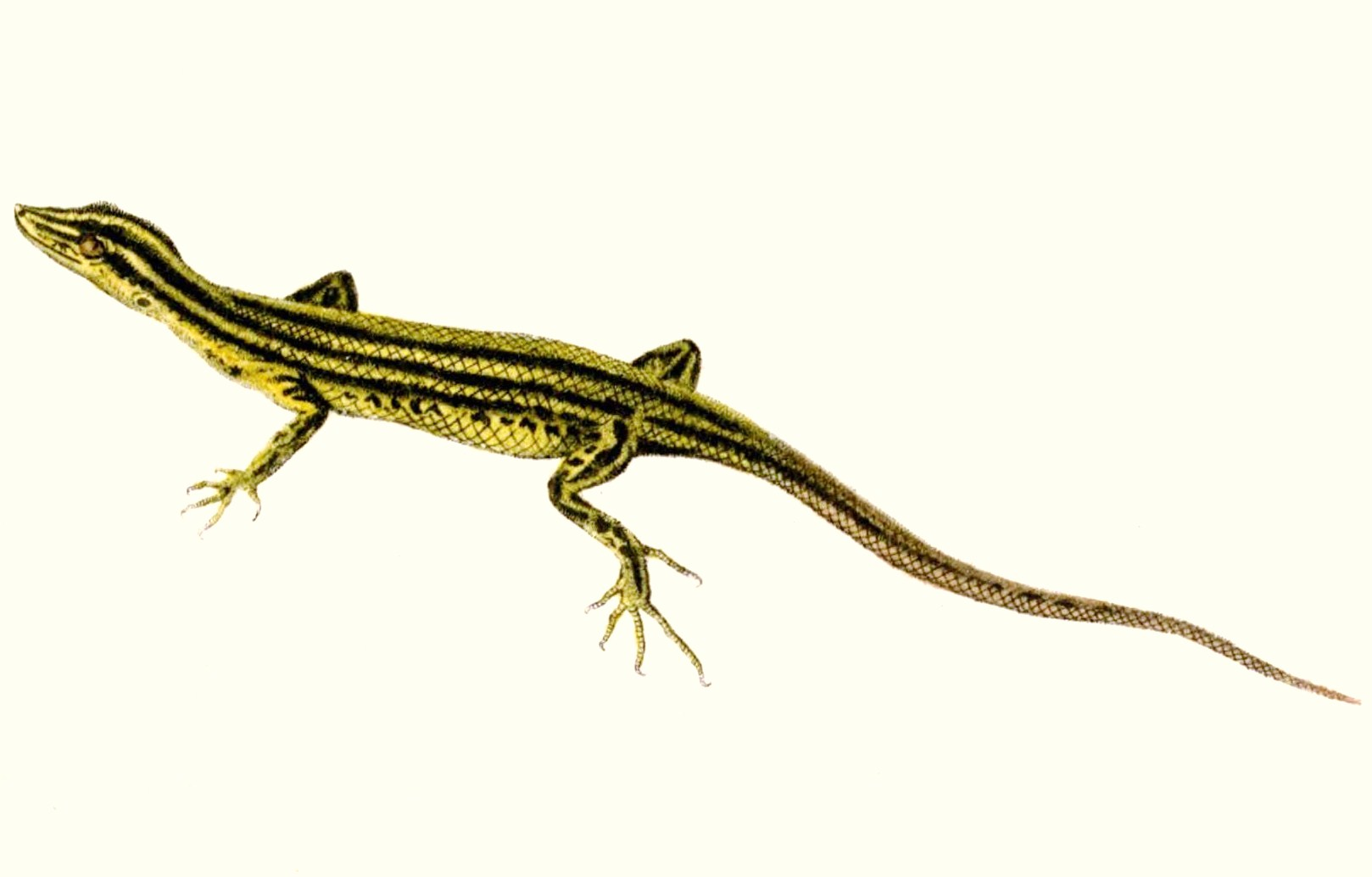